# 科洛若湖
56°42′17″N 28°55′44″E / 56.70472°N 28.92889°E
科洛若湖（俄语：Коложо），是俄羅斯的湖泊，位於該國西北部，由普斯科夫州負責管轄，處於奧波奇卡區，面積1.4平方公里，集水區面積13.5平方公里，平均水深3米，最大水深10米。